# КК СТБ Ле Авр
КК СТБ Ле Авр (фр. STB Le Havre), што је скраћено од Сент Томас Баскет Ле Авр (фр. Saint Thomas Basket Le Havre) је француски кошаркашки клуб из Авра. Тренутно се такмичи у Про А лиги Француске.

## Историја
Клуб је основан 1924. године и био је први клуб који је био регистрован у Кошаркашкој федерацији Француске када је основана 1932. године. Клуб је дуго година играо углавном по нижим ранговима а од 2000. године игра редовно у највишем рангу, Про А лиги Француске. 
Најбољи пласман су остварили у сезони 2007/08. када су заузели 5. место у регуларном делу сезоне и пласирали се у плејоф где су поражени у четвртфиналу од Роана. У Купу Француске су два пута стизали до полуфинала (2004, 2012). 

## Познатији играчи
- Фабијен Козер
- Венсан Коле
- Маркус Слотер
- Али Траоре